# Colus (grzyby)
Colus Cavalier & Séchier (przęślik) – rodzaj saprotroficznych grzybów z rodziny sromotnikowatych (Phallaceae), niekiedy umieszczany w rodzinie okratkowatych.

## Systematyka i nazewnictwo
Pozycja w klasyfikacji według Index Fungorum: Phallaceae, Phallales, Phallomycetidae, Agaricomycetes, Agaricomycotina, Basidiomycota, Fungi.
Nazwa polska występuje w niektórych opracowaniach.

## Gatunki
- Colus giganteus Dörfelt & Bumžaa
- Colus hirudinosus Cavalier & Séchier 1835
- Colus muelleri E. Fisch. 1890
- Colus pentagonus (F.M. Bailey) Sawada 1933
- Colus pusillus (Berk.) Reichert 1940
- Colus schellenbergiae Sumst. 1916
- Colus stahelii (E. Fisch.) Reichert 1940
- Colus subpusillus Dring 1980
- Colus treubii (G.E. Bernard) Reichert 1940

Wykaz gatunków (nazwy naukowe) na podstawie Index Fungorum.